# (24645) Šegon
(24645) Segon, désignation internationale (24645) Šegon, est un astéroïde de la ceinture principale.

## Description
(24645) Segon est un astéroïde de la ceinture principale. Il fut découvert le 14 août 1985 à la station Anderson Mesa par Edward L. G. Bowell. Il présente une orbite caractérisée par un demi-grand axe de 2,58 UA, une excentricité de 0,23 et une inclinaison de 16,5° par rapport à l'écliptique.

## Compléments